# L'Affaire Shimoyama
Pour plus de détails, voir Fiche technique et Distribution.
L'Affaire Shimoyama (日本の熱い日々 謀殺・下山事件, Nihon no atsui hibi bōsatsu: Shimoyama jiken, ) est un film dramatique japonais réalisé par Kei Kumai et sorti en 1981.

## Fiche technique
- Titre : L'Affaire Shimoyama
- Titre original : 日本の熱い日々 謀殺・下山事件 (Nihon no atsui hibi bōsatsu: Shimoyama jiken)
- Titre anglais : Willful Murder
- Réalisation : Kei Kumai
- Scénario : Ryūzō Kikushima d'après le livre de Kimio Yada
- Musique : Masaru Satō
- Photographie : Shunichirō Nakao
- Montage :
- Production : Yahito Abe et Masayuki Satō
- Société de production : Haiyuza Eiga Hoso Company
- Pays :  Japon
- Genre : Drame
- Durée : 132 minutes
- Dates de sortie : 
  -  Japon : 7 novembre 1981

## Distribution
- Tatsuya Nakadai : Yashiro
- Ichirō Nakatani : Toyama
- Yōko Asaji : Kawada
- Takashi Ebata : conducteur
- Torahiko Hamada : Tateno
- Isao Hashimoto : Ono
- Mikijirō Hira : Okuno
- Hisashi Igawa : prisonnier coréen
- Yoshio Inaba : Horii
- Takao Ito : Horiuchi
- Kaneko Iwasaki : Yoshiko Shimoyama
- Hiroshi Iwashita : Kawasaki
- Yōsuke Kondō :
- Kōjirō Kusanagi :
- Shigeru Kōyama :
- Kappei Matsumoto : le docteur Hatano
- Noboru Nakaya :
- Shōgen Nitta : Yoshikawa
- Junkichi Orimoto :
- Eitarō Ozawa :
- Daisuke Ryū : Maruyama
- Kinzō Shin :
- Kin Sugai : Fusa
- Yūsuke Takita : Kawase
- Yasukiyo Umeno :
- Kōji Yakusho : un journaliste
- Kei Yamamoto : Ōshima
- Hideji Ōtaki : Karasaawa